# شاوتسی
شاوتسی (به صربی: Šavci) یک منطقهٔ مسکونی در صربستان است که در نووی پازار واقع شده‌است. شاوتسی ۲٫۸۰ کیلومتر مربع مساحت و ۳۳۰ نفر جمعیت دارد و ۵۱۰ متر بالاتر از سطح دریا واقع شده‌است.